# Danza macabra
Danza macabra ist ein 1963 entstandener, italienisch-französischer Horrorfilm. Unter der Regie von Antonio Margheriti spielen Barbara Steele und Georges Rivière die Hauptrollen.

## Handlung
London, in der ersten Hälfte des 19. Jahrhunderts. Der Journalist Alan Foster will mit Edgar Allan Poe ein Interview über seine Horrorerzählungen machen und trifft den Poeten des Schreckens in einer recht düsteren Stimmung an. Poe macht Foster klar, dass seine Mord- und Schreckensgeschichten durchaus einen wahren Hintergrund besäßen. Foster glaubt dies nicht, sieht er doch Poe in erster Linie als Romancier und nicht als Dokumentarist der düsteren menschlichen Abgründe im frühviktorianischen London. Und so lässt sich Reporter Foster auf eine Wette ein: Er nimmt das Angebot an, eine Nacht im als Spukschloss verschrienen Anwesen von Lord Thomas Blackwood zu verbringen, eines Bekannten des berühmten Schöpfers von Schauerromanen. Sollte er bis zum Morgengrauen aus dem Schloss nicht geflohen sein, verspricht ihm der Lord die Auszahlung einer Furchtlosigkeitsprämie von 100 Pfund. Foster ist sich ganz sicher, eine völlig entspannte Nacht zu verbringen und begibt sich daher leichten Herzens auf Blackwood Castle.
Auf dem abgelegenen Anwesen lernt Foster die attraktive und sehr enigmatische Elizabeth Blackwood kennen. Er hat keine Ahnung, dass die Schwester des Lords nur ein Geist ist. Foster ist über ihre Anwesenheit verwundert, hatte der Lord doch behauptet, dass das abgelegene Schloss vollkommen unbewohnt sei. Rasch gerät Alan Foster in den Bann dieser Frau und fühlt sich auf seltsame Weise zu ihr hingezogen. Ein fürchterliches Geheimnis umgibt Elisabeth. Foster wird in eine heftige Eifersuchtsszene zwischen zwei weiteren Gespenstern, Julia und William, hineingezogen, an deren Ende Elisabeth einst ermordet wurde und ihre Leiche daraufhin verschwand. Foster, der dies alles für real hält, wird von einem Geister- und Jenseitsforscher namens Dr. Carmus aufgeklärt, dass alle Beteiligten dieses ebenso leidenschaftlichen wie tödlichen Dramas Geister seien. Auch die Abläufe der Dinge, die zum Tode der anderen Beteiligten führten, bekommt Foster nun hautnah zu spüren. Erst als er erfährt, dass er nur deshalb ins Schloss gelockt wurde, damit die Geister ihre Existenz durch sein eigenes Blut sichern und wenigstens für eine Nacht in ihre reale Existenz zurückkehren können, beginnt Foster zu begreifen, auf was für eine teuflische Wette er sich eingelassen hat.
Die Alan unendlich lang erscheinende Nacht neigt sich dem Ende zu, und alle Geister und die nach seinem Blut dürstenden Untoten haben sich versammelt, um durch Alans Tod wenigstens kurzzeitig ins eigene Leben zurückkehren zu können. Lediglich Elisabeth, die sich in den Journalisten verliebt hat, stellt sich auf seine Seite und versucht, Foster bei dessen Flucht aus dem unheilvollen Schloss zu helfen. Eine gnadenlose Jagd auf Alan beginnt, der nur durch die Morgendämmerung gerettet werden könnte. Die Spukgestalten im Genick, flieht Foster bis zum Tor der Schlossanlage, als sich alle Geisterwesen, auch Elisabeth, mit der einsetzenden Taghelle wieder in Nichts auflösen. Der Journalist wähnt sich bereits in Sicherheit, als eine heftige Windbö das Tor zuschlagen lässt und ihn mit seinen gebogenen Eisenzinken tödlich verletzt. Foster hört, nunmehr selbst zu einem Geisterwesen geworden, die Stimme seiner geliebten Elisabeth wieder. Im Morgengrauen ist auch Mr. Poe eingetroffen, um zu sehen, wie die Wette ausgegangen ist. Als er sieht, wie Alan wieder auf die Füße kommt, glaubt er Anlass zum Jubeln zu haben. Doch Poe muss erkennen, dass auch Alan Foster, wie schon so mancher Schlossbesucher zuvor, nicht mehr lebt und zum Gespenst geworden ist.

## Produktionsnotizen
Danza macabra wurde 1963 in 15 Tagen Drehzeit in den für Sergio Corbuccis Filmkomödie Il monaco di Monza (1963) aufgebauten Kulissen abgedreht. Der Film erlebte seine Uraufführung am 27. Februar 1964 in Italien. In Deutschland lief der Streifen nicht an.
Eigentlich sollte Corbucci auch diesen Film drehen. Er inszenierte jedoch nur die Todesszene mit Barbara Steele und musste anschließend aus Termingründen die Regie an den Kollegen Margheriti abgeben.
Barbara Steele und Arturo Dominici spielten schon 1960 zusammen im Horrorfilmklassiker La maschera del demoio (deutscher Titel: Die Stunde, wenn Dracula kommt...)
Die meisten Darsteller werden mit fantasievollen englischen Pseudonymen gelistet.

## Wissenswertes
Regisseur Margheriti drehte 1971 ein Remake des eigenen Films unter dem irreführenden deutschen Titel Dracula im Schloß des Schreckens.

## Kritiken
„Athmospärische Schauergeschichte.“

„Ein sehr solider Geisterhausfilm, der die durch den großen Kult hochgesteckten Erwartungen aber nicht ganz erfüllen kann. Der atmosphärische Eindruck, dass hier etwas nicht stimmen kann, ist tatsächlich sehr gut ausgestaltet. Die rückblickenden Episoden im Mittelteil sind jedoch sehr ausladend, im Detail gar nicht für die Handlung wichtig und vor allem vom Protagonisten aufgrund der häufigen Ortswechsel überhaupt nicht zu beobachten. Im Umkehrschluss ist die ‚Live-‘ Handlung recht kurz geraten.“